# صدف فرفری
صدف فرفری یا صدف ارغوانی جنسی از حلزون‌های دریایی طعمه‌خوار ساکن مناطق گرمسیری است که جثه‌هایی میان‌قد یا بزرگ دارند. صدف‌های فرفری نرم‌تنانی شکم‌پا و گوشتخوار از خانواده حلزون‌های خاردار هستند که در دریاها زندگی می‌کنند.